# Andé (Côte d'Ivoire)
Andé est une localité du Centre-Est de la Côte d'Ivoire dans la région du Moronou . Cette localité rurale est rattachée au département de Boungouanou